# 陈朋山
陈朋山（1949年5月—），江苏江浦人。1973年加入中国共产党。中共中央党校函授学院经济管理专业毕业，大学学历。历任内蒙古自治区锡林郭勒盟知青、旗委常委、副旗长、盟委委员兼组织部部长、盟委副书记、盟人大工委主任、盟长，内蒙古自治区发展计划委员会副主任、西部开发办公室主任等职。2001年12月获任内蒙古自治区党委常委、组织部部长，2009年1月当选内蒙古自治区十届政协副主席，2011年1月退休。